# Combattimento di cani

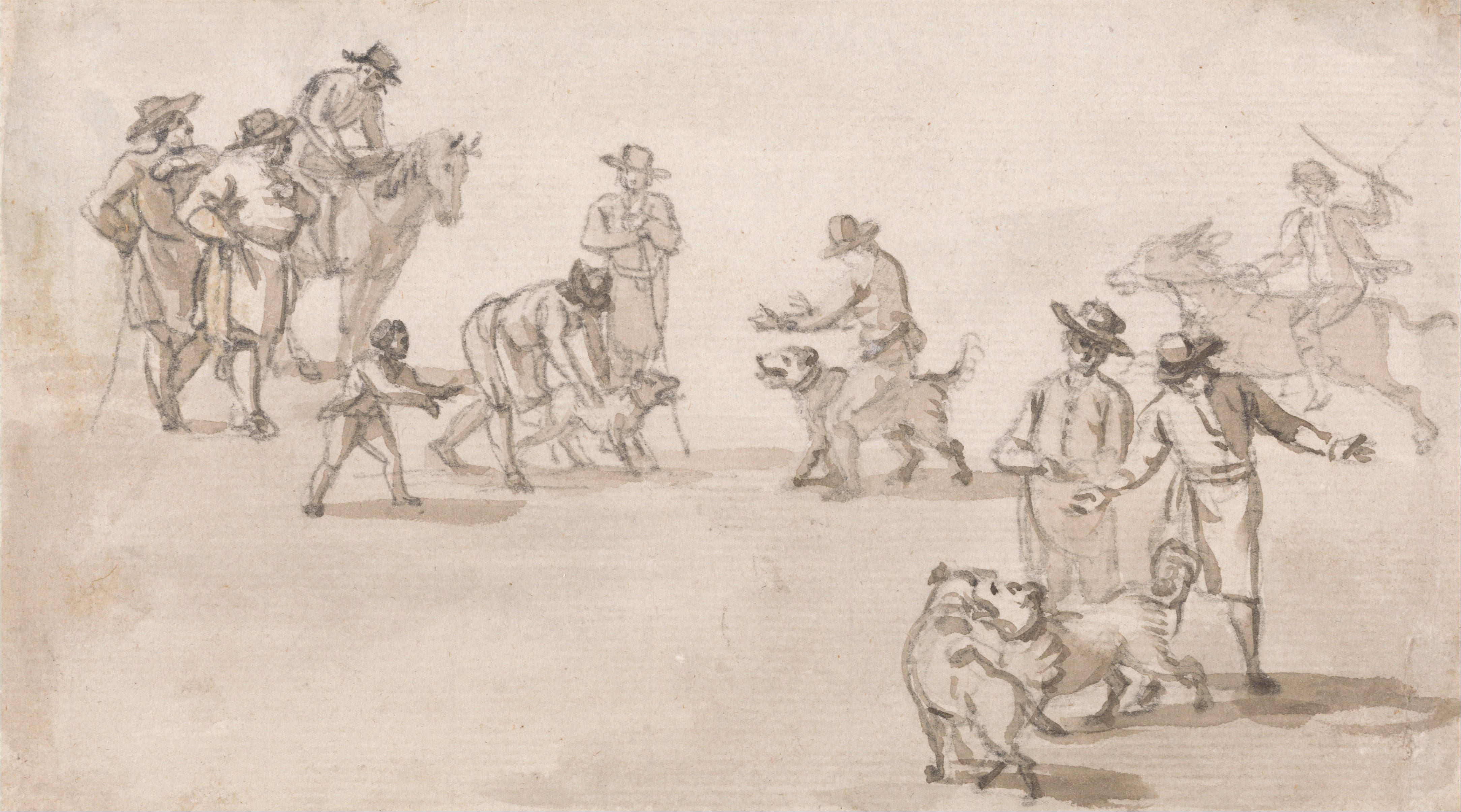
"Combattimento di cani", disegno di Paul Sandby, a. 1785

Un combattimento di cani è un'attività organizzata a fini di intrattenimento che mette di fronte due cani allevati a tale scopo. Seppur sia una pratica illegale in tutti i paesi occidentali, in altri come in Afghanistan è molto popolare ed appassiona soprattutto gli scommettitori, che investono il proprio denaro su uno dei due animali. In generale gli scontri terminano spesso con la morte di uno dei due animali, ucciso dal vincitore o per sfinimento a causa delle ferite riportate.

## Storia

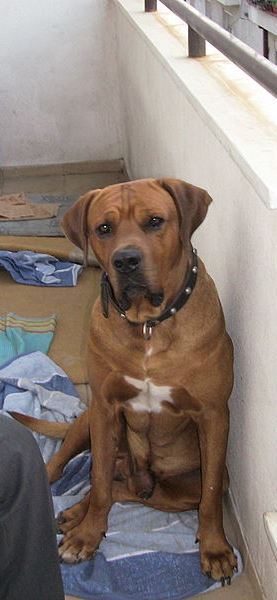
Foto del cane da combattimento giapponese Tosa Inu

### Origini
La frequenza delle testimonianze archeologiche relative al combattimento di cani nelle grandi civiltà dell'Antichità porta a supporre che tale pratica si sia sviluppata più o meno di pari passo con l'addomesticamento del cane. Il ricorso al canide domestico quale supporto nell'abbattimento di selvaggina pericolosa (cinghiali e orsi) ed il suo ben testimoniato impiego in campo bellico (v. cane da guerra), concorsero certamente a gettare le basi per l'impiego nella lotta di determinate razze canine morfologicamente adatte.
Nella Penisola italiana, l'organizzazione dei combattimenti di cani data al termine dell'Età del Bronzo e si lega strettamente con la genesi dei giochi gladiatori. Il phersu degli Etruschi, ritenuto l'antesignano dei successivi gladiatori romani, era appunto un combattente armato di clava che aizzava contro l'avversario (solitamente un condannato a morte) un cane che è lecito supporre fosse appositamente addestrato alla lotta uomo-vs-animale. Nel successivo contesto dei grandi giochi diffusi nelle terre dell'Impero romano, il combattimento tra cani ed il combattimento uomo-vs-cane ebbe larga diffusione, portando, alla selezione di apposite razze, i canes pugnaces, delle quali il cane corso potrebbe essere l'erede.
Mentre i combattimenti di cani si diffondevano a Roma, anche dall'altra parte del mondo, in Cina, il cruento spettacolo della cinomachia diveniva fenomeno di costume. Data alla Dinastia Han la selezione di una razza canina deputata alla lotta: lo Shar Pei, lett. "pelle di sabbia". L'animale, allora molto diverso dalla razza "americanizzata" nel corso del XX secolo, aveva infatti, oltre alla corporatura solida e scattante del combattente, una pelle ed una pelliccia più resistenti ai danni, in grado cioè di prolungare il sanguinoso spettacolo del combattimento.

## Razze selezionate
Le razze selezionate per il combattimento oggi o si sono adattate ad altri compiti o si sono estinte, le principali erano:
- Bulldog inglese (vedi anche Old English Bulldog)
- American pit bull terrier
- Staffordshire bull terrier
- Bull Terrier
- Perro de pelea cordobés
- Tosa
- Dogo Canario
- Bulldog americano

In particolare le razze di questa selezione con denominazione terrier derivano da un'unica razza: il Bull and Terrier.

Altre razze vennero impiegate nei combattimenti anche se non specificatamente selezionate per questo:
- Akita
- Mastino napoletano
- Alano spagnolo
- Boerboel
- Bandog
- Bullmastiff
- Mastino inglese
- Airedale terrier
- Fila brasileiro
- Dogue de Bordeaux

## Aspetti legali
I combattimenti fra cani sono illegali nei paesi occidentali. In Italia, in base alla Legge 20 luglio 2004, n. 189, articolo 1, chiunque organizza combattimenti tra animali è punito con la reclusione da 1 anno a 3 anni e con la multa da 50 000 euro a 160 000 euro.
In altri paesi come Cina, Mongolia e Afghanistan, questa pratica è legale e considerata come forma di intrattenimento.